# 单叶藤橘
单叶藤橘（学名：Paramignya confertifolia）为芸香科单叶藤橘属下的一个种。